# 伊尔克什坦口岸

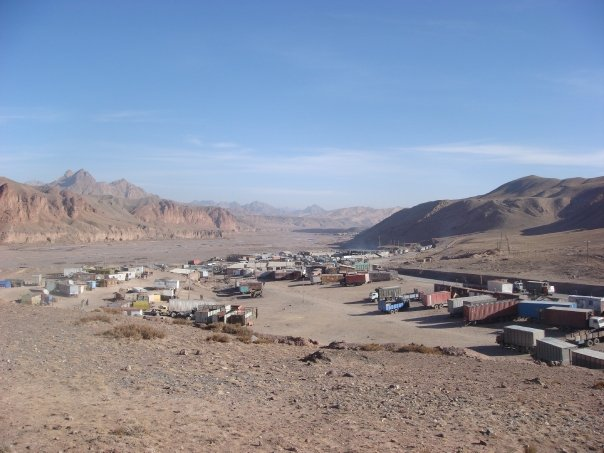
在伊尔克什坦等待進入中國的卡車

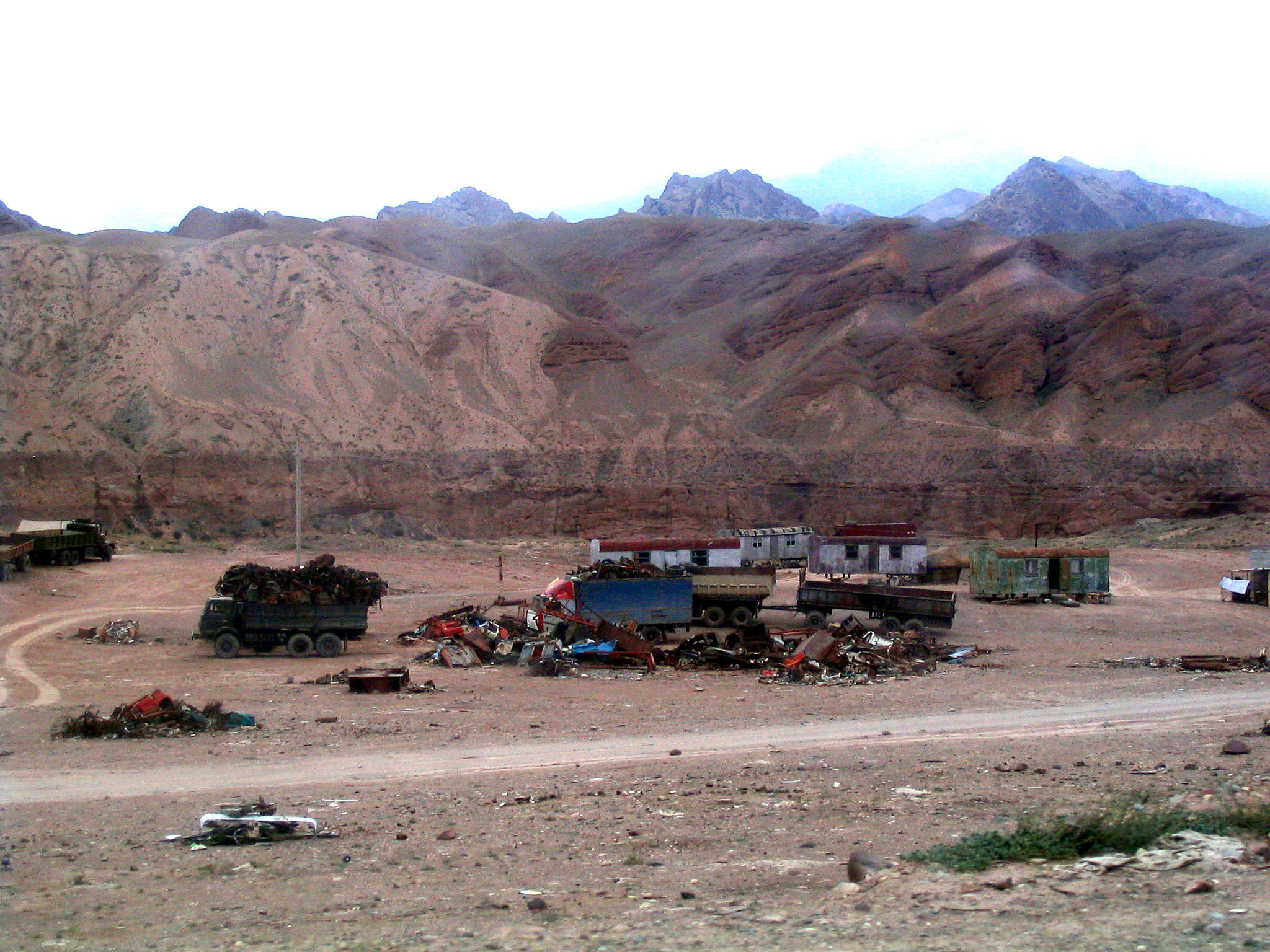
吉尔吉斯斯坦边境一侧的破损车辆零件

伊尔克什坦（羅馬化：Erkeshtam）是吉尔吉斯斯坦奥什州与中国新疆 克孜勒苏柯尔克孜自治州乌恰县的边界口岸，以吉尔吉斯斯坦一侧的一个村庄命名，伊尔克什坦村位距離中吉边界约2（1.2英里）。中国一侧是中國最西部的村莊和哨所被称为斯姆哈纳（英語：Simuhana），在柯尔克孜语中意思为“堆放鐵絲的地方” ，斯姆哈纳村位距離中吉边界约3.5（2.2英里）。伊尔克什坦现在是两国更常用的名称。伊尔克什坦也是中国最西端的边境口岸。它是吉尔吉斯斯坦和中国之间的两个口岸之一，另一个是吐尔尕特山口，它位于伊尔克什坦東北约165 km（103 mi）。
伊尔克什坦口岸位于喀什以西约230（140英里），奥什东南约250（160英里），塔吉克斯坦杜尚别以东约550（340英里）。口岸横跨伊尔克什坦山口，这是天山南侧与帕米尔高原相交的深峡谷。峡谷海拔约2,950（9,680英尺）。
伊尔克什坦边境口岸控制着东部的塔里木盆地与西部的阿賴河谷和北部的费尔干纳盆地之间的主要贸易路线。
在吉尔吉斯边界的一侧，公路A371從伊尔克什坦通往萨雷塔什 。 欧洲E60公路始发于法国布雷斯特，终点在伊尔克什坦。 亞洲公路65號線 ，从乌兹别克斯坦铁尔米兹到中国新疆喀什市，途经伊尔克什坦。在中国边界的一侧， 581国道，终点在斯姆哈纳(伊尔克什坦) 。 阿伊高速，向东经乌恰县通往喀什市和塔里木盆地。有巴士会通过该口岸。

## 历史
伊尔克什坦位于主要地理和文化区域之间的自然分界线上，几千年来一直是重要的边界控制点。它在汉朝和三国时代（公元三世纪二三世纪）被称为捐毒。据《汉书》记载，隽都“三百八十户，一千一百人，五百能持兵”，居民原为塞迦人，身着乌孙服饰，随“水草”而居。靠近“蔥嶺 ”（帕米尔高原）。
伊尔克什坦被历史学家认为是克劳狄乌斯·托勒密在他的论文《地理學指南》中所写的 Hormeterium（商人站）。一些研究人员进一步提出，这是他称之为石塔的多个可能位置之一。托勒密特别指出，Hormeterium 位于更东 5 度处。托勒密在《地理學指南》中给出（在塞迦人的控制下）石塔坐标的段落如下：

在塞迦的地域内，出现了已经提到的 Komedai 山区 - Sogdiana(粟特)山区的位于 125° / 43°，其终点位置靠近 Komedai 的峡谷（Alai 山谷）位于 130° / 39°；所谓的石塔位于 135° / 43°

俄罗斯帝国控制中亚后，1893年开辟了从奥什到伊尔克什坦的马路。
1934年，东突厥斯坦伊斯兰共和国名义上的领导人和加尼牙孜被回族马家军马仲英赶出喀什，经伊尔克什坦撤退，在那里他签署了解散东突厥斯坦伊斯兰共和国的协议，并承诺支持苏联扶持的盛世才新疆政府。马仲英也经伊尔克什坦离开新疆前往苏联。

## 现代口岸
在苏联时期，边界哨所的名字是安德烈•贝森诺夫，是为了纪念边防戰士安德烈•贝森诺夫，他在 1931 年与巴斯玛奇运动的叛军冲突中丧生。1952年以前，伊尔克什坦是中苏贸易口岸。由于中苏交恶，边界被关闭。 1997年7月21日，边界临时开放。1998年1月26日，边界正式开放。直到 1999 年，俄罗斯军队一直驻扎在该哨所。
2002年5月20日，伊尔克什坦口岸正式开放。2002年，口岸共处理旅客8071人次、车辆7066辆、货物7.6万吨。2008 年，口岸处理了 58,900 名旅客和 520,000 吨货物。2011 年 12 月，中方边境海关办公室搬迁到一个更大的場所，大约 100 以东公里，在海拔约 1,000 米的乌恰县。2013年前11个月，口岸共通过旅客39045人次、车辆32554辆次、货物46.4万吨，加工货物吨位居新疆口岸第四位。